# كارلتون لورد
كارلتون لورد (بالإنجليزية: Carlton Lord)‏ هو لاعب كرة قاعدة أمريكي، ولد في 7 يناير 1900 في فيلادلفيا في الولايات المتحدة، وتوفي في 15 أغسطس 1947 في تشيستر في الولايات المتحدة.

## وصلات خارجية
- كارلتون لورد على موقعبيزبول رفرنس.كوم (الدوري الرئيسي) (الإنجليزية)
- كارلتون لورد على موقعبيزبول رفرنس.كوم (الدوري الثانوي) (الإنجليزية)